# Nationalpark Vorpommersche Boddenlandschaft

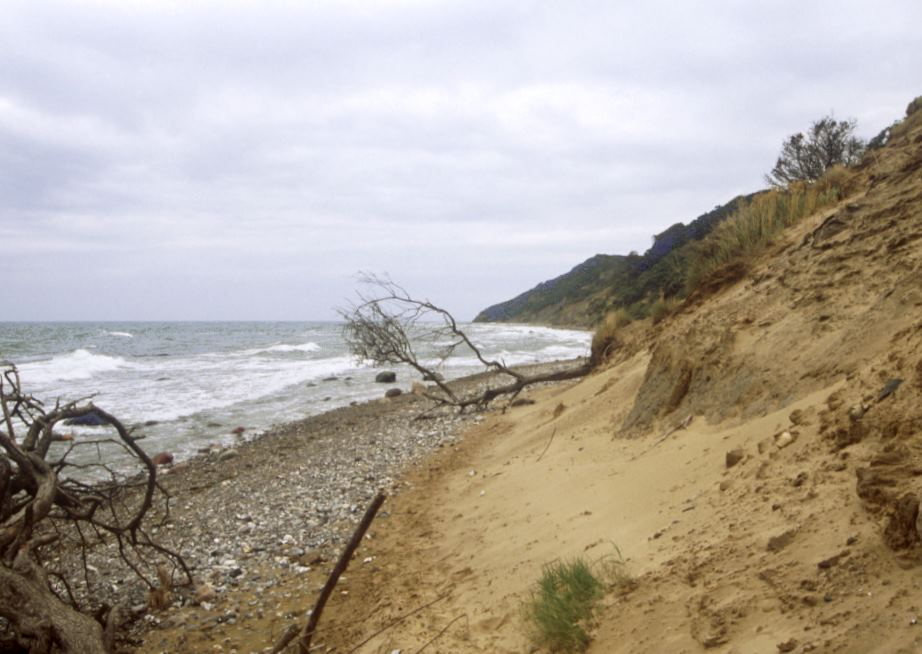
exempel på kustlandskap i nationalparken

Nationalpark Vorpommersche Boddenlandschaft är en nationalpark i den tyska delstaten Mecklenburg-Vorpommern och inrättades den 1 oktober 1990. Parken ligger nordöst om staden Rostock vid Östersjöns kustlinje som här bildar större vikar.
Ungefär hälften av nationalparkens yta upptas av den öppna Östersjön. Vidare ingår delar av halvön Darss, halvön Zingst, ön Hiddensee och några områden på Rügen i parken. Större delen av parkens landyta är täckt med skog av tall eller bok. För nationalparkens ekologi är vikarna med bräckt vatten viktiga. Ett stort problem för nationalparken är föroreningen av Östersjön. Vissa fiskarter som tidigare var typiska är numera ganska ovanliga, och fiskgjusen påträffas knappt längre.
I nationalparken lever knubbsälar och gråsälen, som är Tysklands största rovdjur.